# 大头蚁蟹蛛
大头蚁蟹蛛（学名：Amyciaea forticeps）为蟹蛛科蚁蟹蛛属的动物。分布于印度、缅甸、马来西亚以及中国大陆的云南、海南等地。